# 하동 쌍계사 동종
하동 쌍계사 동종(河東 雙磎寺 銅鍾)은 경상남도 하동군, 쌍계사에 있는 조선시대의 동종이다. 2010년 12월 21일 대한민국의 보물 제1701호로 지정되었다.

## 개요
현재 쌍계사 성보박물관에 전시되어 있는 이 작품은 전체높이가 94cm이고, 입지름이 62cm로 조선 후기에 제작된 동종 가운데 그 규모가 대형의 속하는 것이다.
전체적으로 검은 빛이 감도는 쌍계사 동종은 둥글고 높게 솟은 천판(天板) 위에 단룡(單龍)과 음통(音筒)을 갖춘 종뉴(鍾鈕)가 있으며, 천판 아래로 승형(僧形)의 입상화문대를 촘촘하게 표현하였다. 동종의 종형(鍾形)을 살펴보면, 외선(外線)이 천판 아래에서 종신(鍾身) 중단까지는 완만하게 곡선을 그리며 내려오지만, 종신 하단으로 내려갈수록 직선에 가깝게 처리하고 있어 시각적으로 종구(鍾口)가 좁아진 형태이다.
종신은 다양한 도안(圖案)이 고부조(高浮彫)로 장엄되었다. 천판 아래에는 2줄의 연주문(聯珠文)사이로 연판문(蓮瓣文)과 당초문(唐草文)을 빽빽하게 부조하였으며, 그 아래에는 4개의 연곽(蓮廓)과 원권(圓圈)의 범자(梵字)를 교대로 장식하였다. 연곽의 전체형태는 사다리꼴이며 연화당초문(蓮花唐草文)의 연곽대(蓮廓帶)를 구획하여 그 내부로 만개된 9개의 연뢰(蓮蕾)를 표현하였고, 원권의 범자는 2단으로 상단에 '육자대명왕진언(六字大明王眞言)'이 하단에 '파지옥진언'(破地獄眞言)을 주회하였다. 그리고 연곽 사이에 있는 빈 공간에는 4구의 보살입상(菩薩立像)과 4개의 위패(位牌)가 장식되어 있는데, 보살입상은 두 손에 연꽃을 쥐고 구름을 타고 내려오는 모습이며, 위패에는 왕실의 안녕과 불법의 전파를 기원하는 '종비반석왕도미륭혜일장명법주사계'(宗啚磐石 王道彌隆 惠日長明 法周沙界)라는 문구가 기재되어 있다. 마지막 하단에는 연화(蓮花) 당초문(唐草文)을 사용하여 한 줄의 띠 장식을 장엄하였다.
쌍계사 동종은 종신 중간에 양각(陽刻)으로 제작연대와 봉안사찰을 기록하였는데, 그 내용을 통해 동종은 '신사년'(辛巳年)에 현재의 쌍계사 대종으로 제작하였음을 알 수 있다. 제작연대를 간지(干支)인 '신사'(辛巳)로만 간략하게 기록하였는데, 1857년에 작성된『영남하동쌍계사사적기문』(嶺南河東雙磎寺事蹟記文) 현판에 따르면 임진왜란으로 폐허가 된 사찰을 숭정연간(崇禎年間)(1628～1644)에 조선후기 유명한 선승(禪僧)인 벽암당(碧巖堂) 각성(覺性)(1575～1660)과 소요당(逍遙堂) 태능(太能)(1562～1649)이 중창하였다고 기록하고 있다. 따라서 동종은 중창이 진행되었던 기간에서 간지가 정확하게 일치하는 1641년(인조 19년)에 제작되었을 것으로 여겨진다. 또한 제작 장인을 기재하지 않았지만, 숭정연간 쌍계사 중창불사에 동원된 승장(僧匠)이 제작한 것으로 생각된다.
이와 같이 이 범종은 임진과 병자의 양란을 겪고난 후 새로운 조선 후기 범종의 양식적 특징을 잘 보여주는 매우 귀중한 자료로서 보존 상태가 양호하면서도 그 크기가 큰 편에 속한다. 특히 단정한 주조기술과 문양이 돋보이면서도 조선 후기 전통형 범종을 고수하고 있는 1641년이라는 비교적 이른 시기의 작품인 점과 17세기 승려 장인 사회를 연구하는데 기여하는 바가 큰 점에서 국가지정문화재로 지정하여 보존하고 연구할 만한 가치가 충분하다고 평가되었다.

## 같이 보기
- 쌍계사

## 참고 자료
- 하동 쌍계사 동종 - 국가유산청 국가유산포털